# 曹靜炤
曹靜炤，字月士，宛平县（今北京市西半部）人，明朝末年的宫女。
泰昌元年（1620年）以良家子入宫为宫女。崇祯十七年（1644年）李自成进入北京，明朝灭亡，清军入关，明清鼎革。北京陷落，她跟随内监刘甲至南京出家为比丘尼。